# Варум, Юрий Ицхокович
Юрий Ицхокович Варум (8 октября 1949, Гомель, СССР — 6 июня 2014, Майами, Майами-Дейд, Флорида, США) — советский и российский композитор, продюсер, клавишник, отец Анжелики Варум.

## Происхождение
Дед Юрия Варума по отцовской линии — еврей Юдка Робак — жил в Польше, во время Второй мировой войны бежал от немцев. Предполагая что в ходе войны члены семьи потеряют друг друга, Юдка наказал им для облегчения последующих поисков сменить фамилию на редкую, выбрав в качестве таковой Варум (от нем. warum — «почему»). Сам Юдка погиб, а его сын Ицхок спасся, переехал во Львов и взял себе имя Игнат Варум. Он и стал отцом Юрия Игнатьевича (Ицхоковича) Варума.

## Биография
Юрий Ицхокович Варум родился 8 октября 1949 в городе Гомеле Белорусской ССР.
Юрий Варум рано женился, в 19 лет у него родилась дочь Мария Варум, в это время он жил во Львове. Когда дочери было 10 лет (в 1979 году), Юрий развёлся с первой женой Галиной.
В 1970-х годах руководил украинским ВИА «Эврика» был джазовым музыкантом и композитором, после объединения этого коллектива с джазовым ансамблем Игоря Хомы «Медикус» в середине 1970-х образовался знаменитый украинский коллектив ВИА «Арника».
Руководил группой «Эхо» Валерия Леонтьева, написал в соавторстве с ним ряд песен.
Позже основал и руководил джаз-рок группой «Лабиринт», солисткой была Виктория Врадий, а бас-гитаристом Владимир Бебешко. Работали в Горьковской филармонии.
Переехав в Москву, занимался аранжировкой песен для Аллы Пугачевой.
Песни: «Городок», «Осенний джаз», «Художник, что рисует дождь», Кирилл Крастошевский исполнял как бард в театре «Современник» в спектакле «Современник рассказывает о себе», Юрий написал новую музыку и сделал аранжировку для песен, и рассчитывал, что эти песни будет петь Алла Пугачёва, но Алла их не взяла, тогда он решил, что эти песни будет петь его дочь, которой он помог начать сольную карьеру.
В 1990 году работал аранжировщиком группы «Комбинация», его дочь была недолго клавишницей этой группы.
В 1990 году стал продюсером свой дочери Марии (Анжелики) Варум.
В 1991—1998 годах Юрий Игнатьевич Варум написал музыку почти ко всем песням дочери, на стихи поэтов Кирилла Крастошевского, Германа Витке, Вадима Шагабутдинова, Юрия Рыбчинского.
28 июня 2001 года была создана рекорд-компания «Varum Records Company», её генеральным директором был Виталий Анатольевич Ларин (1968—2014), а Юрий Ицхокович был её учредителем.
После того как его дочь певица Анжелика Варум вышла замуж за певца и композитора Леонида Агутина (в 2000 году), Юрий Ицхокович Варум переехал в Майами со своей женой Любой, он воспитывал сына Мишу и внучку Лизу, которой он и его жена фактически заменили родителей.

### Смерть
6 июня 2014 стало известно о смерти Юрия Ицхоковича, об этом сообщил его зять Леонид Агутин на своей странице в фейсбуке. Он умер в Майами, Майами-Дейд, Флорида, США. Перед смертью он долгое время страдал сахарным диабетом, в 2004 году из-за гангрены ему ампутировали палец на правой ноге. После кончины отца Анжелика Варум на некоторое время приостановила концерты и выступления.

## Семья
Первая жена (1968—1979) театральный режиссёр Галина Михайловна Шаповалова (род. 1 января 1950), после развода дочь Маша жила с ней до поступления в театральный институт.
Дочь певица Мария Юрьевна Варум (род. 1969), известная как Анжелика Варум.
Зять — певец Леонид Агутин.
Внучка Елизавета Варум (род. 9 февраля 1999). С 2003 года жила в Майами с дедушкой, его женой и дядей Мишей. Училась там в колледже. Создала свою рок-группу «Without Gravity» («Без притяжения»), с которой выступала на концертах в школах, писала для группы музыку, играла на гитаре.
Вторая жена Любовь Алексеевна Варум (род. 22 декабря 1959), росла в Воронеже, в одном интернате вместе с младшим братом Стаса Садальского Сергеем, выступала в Ансамбле танца Сибири.
Падчерица Мария (дочь второй жены).
Сын — Михаил Варум (род. 15 августа 1989) — композитор.

## Дискография
Альбомы Анжелики Варум, композитор Юрий Варум
1. 1991 — Good bye, мой мальчик
2. 1993 — Ля-ля-фа
3. 1995 — Избранные
4. 1995 — Осенний джаз
5. 1996 — В двух минутах от любви
6. 1996 — Зимняя вишня
7. 1998 — Только она…
8. 1999 — The Best

## Телевидение
1998 — Добрый вечер с Игорем Угольниковым (с дочкой)